# Helmablatta louisrothi
Helmablatta louisrothi — вид тарганів родини Nocticolidae. Описаний у 2017 році.

## Назва
Родова назва Helmablatta походить від слов'янського слова «гельма» — «шолом», та латинського «blatta» — «тарган». Вказує на особливості морфології таргана. Видова назва H. louisrothi вшановує ентомолога Луїса М. Рота (1918—2013), одного з найбільших дослідників тарганів 20 століття.

## Поширення
Ендемік В'єтнаму. Виявлений лише у печері Тан-Фу.

## Опис
Тарган має напівпрозоре тіло, яке в довжину сягає 3 мм завдовжки, маленькі очі і невеликі крила, що не призначені для польоту, та довгі крила. Тергальна залоза формує твердий шолом навколо голови тварини, який виглядає як своєрідний німб. Також у таргана на кінцівках є «клешня» і великий гак: дослідники припускають, що тарган може використовувати ці частини тіла як під час пересування на кажанів, так і в процесі спарювання. Справа в тому, що тергальная залоза виділяє секрет, який своїм запахом привертає самиць. Після того, як зацікавлена особина наближається до таргана, він, ймовірно, придавлює її тіло за допомогою шолома і «клешні», таким чином не даючи їй втекти.

## Спосіб життя
Печерний вид. Живиться грибками. Використовують кажанів, щоб пересуватися всередині печери.